# 內博伊沙·濟夫科維奇
內博伊沙·濟夫科維奇（1962年7月5日—），德國籍塞爾維亞裔敲擊樂演奏者及作曲家，出生於南斯拉夫的斯雷姆斯卡米特羅維察。自1980年以來，內博伊沙·濟夫科維奇一直住在德國。除了作曲和音樂會活動，自2010年起一直在諾維薩德大學（塞爾維亞）擔任教授，並自2012年起在維也納市音樂和藝術私立大學（奧地利）擔任教授。內博伊沙·濟夫科維奇所使用的樂器為1997年由山葉株式會社於日本為他度身打造獨一無二的馬林巴琴。

內博伊沙·濟夫科維奇所創作的音樂被廣泛認同，他的音樂被英國皇家音樂學院聯合委員會及倫敦聖三一學院納入敲擊樂考試大鋼。

## 著名樂曲
- 敲擊樂協奏曲第一首（獨奏者：依芙琳·葛蘭妮及皇家北部交響樂團）
- 敲擊樂協奏曲第二首（獨奏者：內博伊沙·濟夫科維奇）
- 馬林巴琴協奏曲第一首
- 馬林巴琴協奏曲第二首（獨奏者：內博伊沙·濟夫科維奇及慕尼黑交響樂團）

## 教材
- 滑稽的馬林巴琴（共兩冊）
- 滑稽的木琴
- 滑稽的顫音琴
- 我的第一本關於木琴和馬林巴琴的書